# Абдул Джаліл Акбар
Абдул Джаліл Акбар був одинадцятим султаном Брунею. Він керував країною у 1598—1659 роках, його наступником був Абдул Джаліл Джаббара.

## Невизначеності
Найраніші історичні записи султанів Брунею не точні через невелику кільість документів брунейської історії. Окрім цього були спроби змінити історію згідно мусульманства як «офіційну історію», яка не збігалася з джерелами, які можна перевірити. Batu Tarsilah, генеалогічний запис султанів Брунею починається лише після 1807 року. Тому більша частина інтерпретацій історії Брунею має за основу ранні китайські джерела і легенди. Можливо, що ранній султанат Брунею був залежний від китайської підтримки, і, можливо, брунейські султани мали китайське походження. Окрім цього, найраніші султани, можливо, займались індуїстськими або буддистськими релігіями, про це свідчать їх імена.